# Шинель (фільм, 1959)
«Шинель» (рос. «Шинель») — російський радянський художній фільм 1959 року, екранізація повісті М. В. Гоголя.

## Зміст
Акакій Акакійович — дрібний чиновник, який всіма силами намагається заробити на нову шинель. Він усіляко обмежує себе, щоб придбати цю річ. Коли йому вдається купити її, він відчуває справжнє щастя. Та хто ж знав, що жадану обновку з такою легкістю заберуть у нього злодії?

## Ролі
- Ролан Биков — Акакій Акакійович Башмачкін
- Юрій Толубеєв — Петрович, кравець
- А. Йожкіна — дружина Петровича
- Олена Понсова — Авдотья Семенівна, господиня
- Георгій Тейх — значна особа
- Ніна Ургант — дама легкої поведінки
- Олександр Соколов — трунар
- Василь Максимов — директор
- Рем Лебедєв — помічник столоначальника, іменинник
- Петро Лобанов — квартальний наглядач
- Георгій Колосов — часний пристав
- Михайло Ладигін — лихвар
- Геннадій Воропаєв — чиновник
- Микола Кузьмін — грабіжник
- Гликерія Богданова-Чеснокова — дружина іменинника
- Євген Гуров — людина в перуці
- Любов Малиновська — мати Акакія Акакійовича
- Володимир Васильєв — кум
- Михайло Васильєв — жебрак (немає в титрах)

## Знімальна група
- Автор сценарію: Леонід Соловйов
- Режисер: Олексій Баталов
- Оператор: Генріх Маранджян
- Художники: Ісаак Каплан, Белла Маневич
- Композитор: Микола Сидельников
- Звукооператор: Арнольд Шаргородський